# Generalmajor (Kanada)
Generalmajor (angleško Major-General, okrajšava: MGen in francosko Major-général, okrajšava: Mgén) je tretji najvišji vojaški čin v Kanadskih oboroženih silah za pripadnika Kanadska kopenska vojska in Kraljevo kanadsko vojno letalstvo.
Čin generalmajorja je enakovreden činu kontraadmirala v Kraljeva kanadska vojna mornarica in do leta 1968, ko je bila izvršena unifikacija Kanadskih oboroženih sil, tudi činu zračnega podmaršala (Air Vice-Marshal) v Kraljevem kanadskem vojnem letalstvu. Nižji čin je brigadni general in višji čin je generalporočnik. 
Oznaka čina je:
- epoleta ali naprsna oznaka: na kateri se nahaja krona svetega Edvarda, prekrižana sablja in maršalska palica ter dva vertikalno razporejena javorjeva lista[1];
- narokavna oznaka: ena široka črta;
- šilt na službenem pokrivalu ima dve vrsti zlatih hrastovih listov (kopenska vojska) oz. zlata obroba na koncih pokrivalih za ušesa (vojno letalstvo).

V skladu s Natovim standardom STANAG 2116 čin spada v razred OF-7 in velja za dvozvezdni čin, kljub temu da ima oznaka namesto zvezd javorjeve liste.

## Galerija

### Oznake čina generalmajorja Kanadska kopenska vojska
- Oznake čina generalmajorja Kanadska kopenska vojska
- Tunika paradne uniforme - rama
- Tunika paradne uniforme - rokav

### Oznake čina generalmajorja Kraljevo kanadsko vojno letalstvo
- Oznake čina generalmajorja Kraljevo kanadsko vojno letalstvo oboroženih sil
- Tunika paradne uniforme - rama
- Tunika paradne uniforme - rokav

## Načini nazivanja
Generalmajorji so ustno nazvani kot General in ime, kot so tudi vsi ostali častniki z generalskim činom; po tem uvodnem nazivu pa se uporablja Sir (gospod) oz. Ma'am (gospa). V francoščini podrejeni po uvodnem nazivu uporabljajo mon général (moj general). Generalmajorji so po navadi upravičeni do uporabe štabnega avtomobila. 